# Laguna La Tablilla
La laguna La Tablilla es un cuerpo de agua perteneciente a la cuenca del río Salado, en la provincia de Buenos Aires, Argentina. Es la quinta laguna del sistema de las Encadenadas, ocupando un cauce fluvial preexistente. Recibe los aportes de la laguna  laguna Chis Chis a través del arroyo Casalins, con la que se encuentra unida en época de crecientes; y desagua sobre la laguna Las Barrancas a través de un pequeño arroyo.
La mayor parte de su superficie, está cubierta por vegetación acuática arraigada o flotante. 